# Schafenhaus
Schafenhaus, im 19. Jahrhundert auch Kronenfeld genannt, ist eine Hofschaft in der bergischen Großstadt Solingen.

## Lage und Beschreibung
Schafenhaus liegt im Südosten des Solinger Stadtteils Gräfrath in den zur Wupper hin abfallenden Gebieten östlich der Lützowstraße. Der Ort ist bis heute landwirtschaftlich geprägt sowie von Feldern und Wiesen umgeben. Die zu dem Ort gehörenden Gebäude, darunter ein denkmalgeschütztes Schieferhaus, befinden sich an der nach dem Ort benannten Straße Schafenhaus auf einer kleinen Anhöhe oberhalb des Ketzberger Bachs, der bei Aue in die Wupper mündet. Im Tal der Wupper im Osten des Ortes verläuft die zur Kraftfahrstraße ausgebaute Landesstraße 74 (L 74).
Benachbarte Orte sind bzw. waren (von Nord nach West): Oben zum Holz, Friedenstal, Aue, Kohlfurther Eickholz, Kohlfurth, Altenfeld, Külf, Rathland, Ketzberg und Unten zum Holz.

## Geschichte

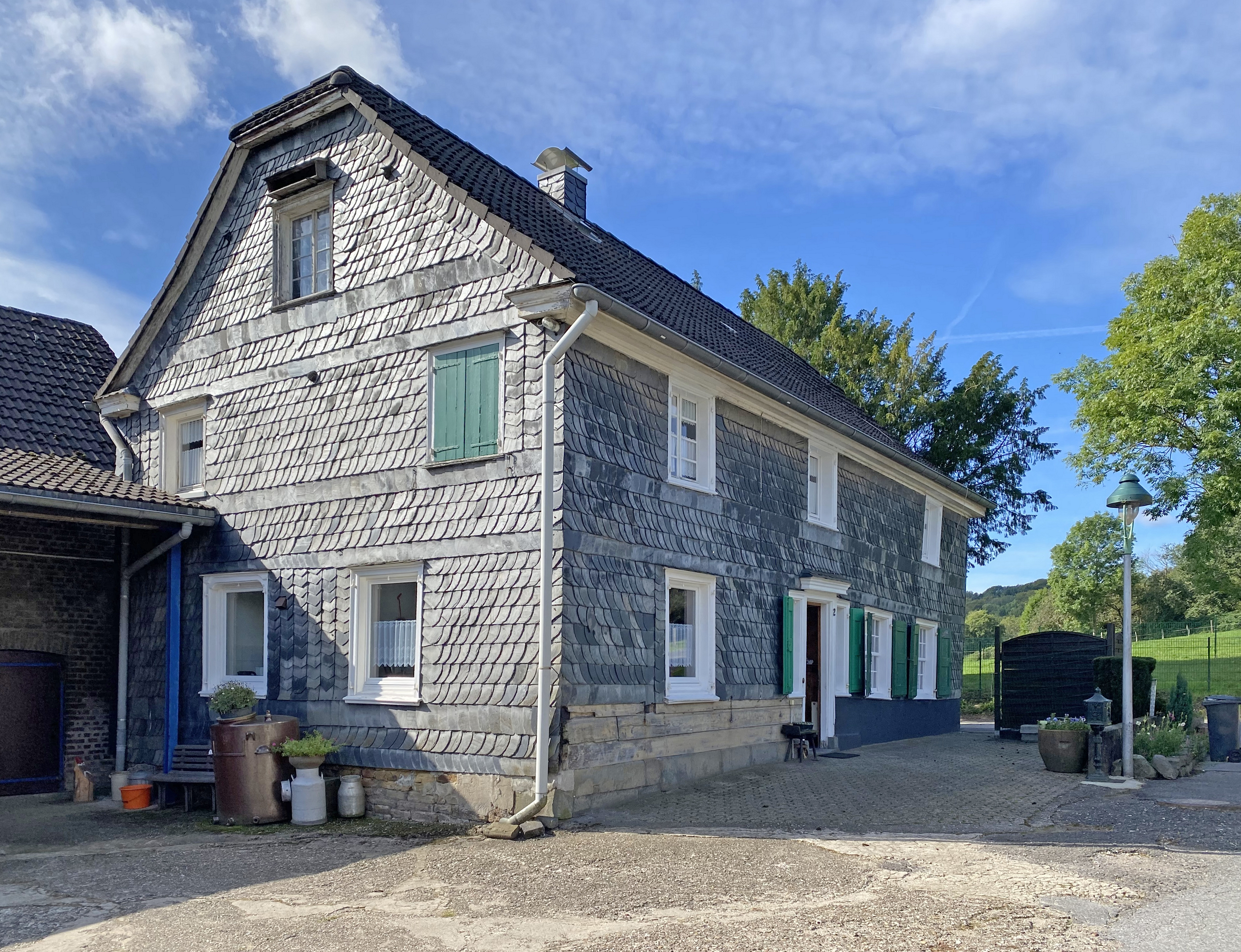
Schafenhaus 2/4

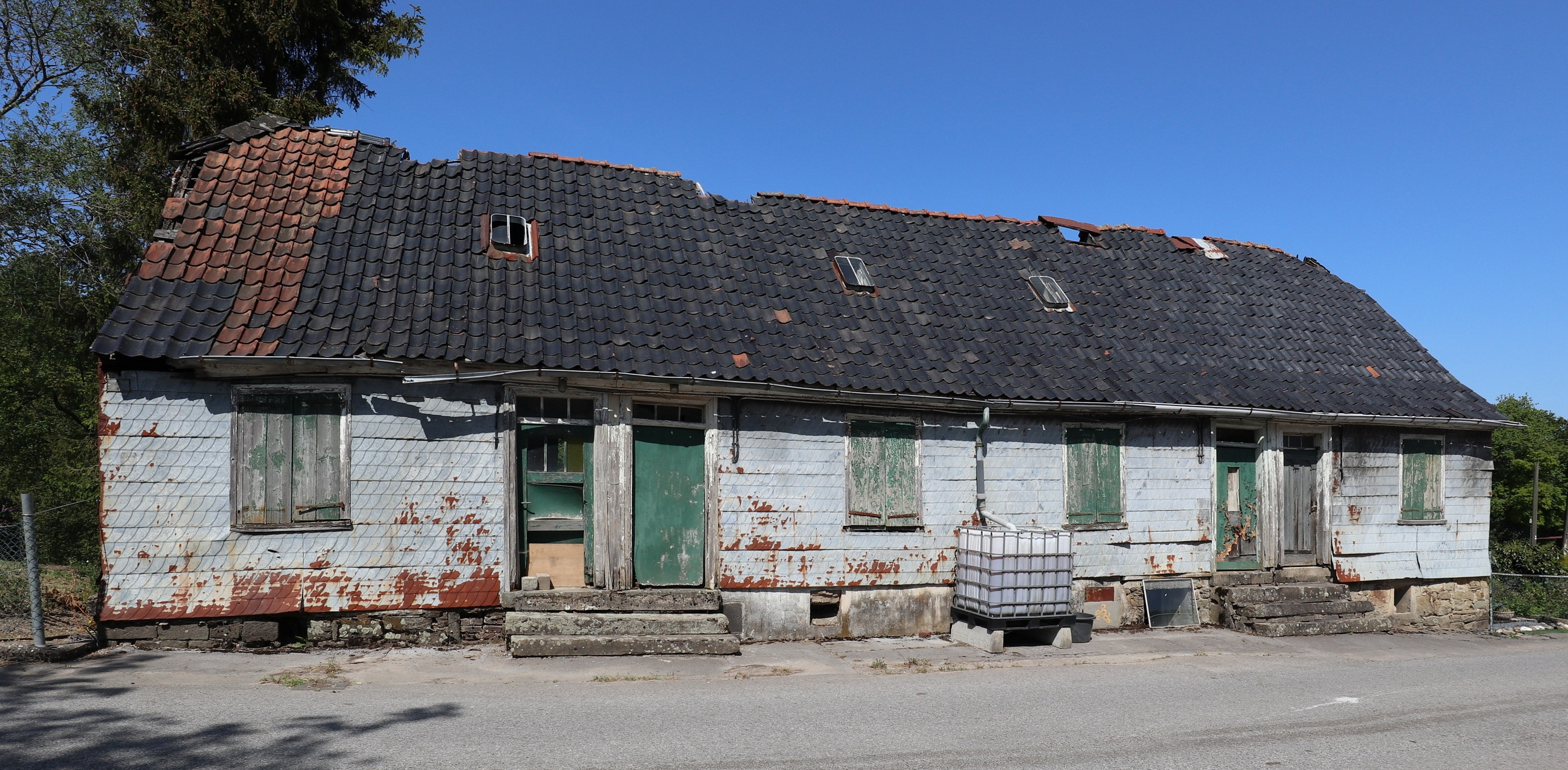
Schafenhaus 1, 3

In dem Kartenwerk Topographia Ducatus Montani, Blatt Amt Solingen, von Erich Philipp Ploennies aus dem Jahre 1715 ist der Ort nicht verzeichnet. Die Topographische Aufnahme der Rheinlande von 1824 und die Preußische Uraufnahme von 1844 verzeichnen den späteren Ort Schafenhaus als Kronenfeld. In der Topographischen Karte des Regierungsbezirks Düsseldorf von 1871 ist die Hofschaft ebenfalls als Kronenfeld verzeichnet. Die Preußische Uraufnahme von 1893 verzeichnet den Ort als Schafenhaus.
Nach Gründung der Mairien und späteren Bürgermeistereien Anfang des 19. Jahrhunderts gehörte der Ort zur Bürgermeisterei Gräfrath. 1815/16 lebten 20 Einwohner im Ort. 1830 lebten 23 Menschen im Ort Kronenfeld. 1832 war Schafenhaus Teil der Honschaft (Ketz-)Berg innerhalb der Bürgermeisterei Gräfrath. Der nach der Statistik und Topographie des Regierungsbezirks Düsseldorf als Hofstadt kategorisierte Ort besaß zu dieser Zeit vier Wohnhäuser, zwei Fabriken bzw. Mühlen und zwei landwirtschaftliche Gebäude. Zu dieser Zeit lebten 28 Einwohner im Ort, davon einer katholischen und 27 evangelischen Bekenntnisses. Die Gemeinde- und Gutbezirksstatistik der Rheinprovinz führt den Ort 1871 mit vier Wohnhäusern und 46 Einwohnern auf. Im Gemeindelexikon für die Provinz Rheinland werden 1885 acht Wohnhäuser mit 49 Einwohnern angegeben. 1895 besitzt der Ortsteil sieben Wohnhäuser mit 57 Einwohnern, 1905 werden sieben Wohnhäuser und 59 Einwohner angegeben.
Mit der Städtevereinigung zu Groß-Solingen im Jahre 1929 wurde Schafenhaus ein Ortsteil Solingens. 
Das verschieferte Fachwerkhaus Schafenhaus 2, 4 ist seit dem 16. Oktober 1985 als eingetragenes Baudenkmal Teil der Solinger Denkmalliste. Das gegenüberliegende Gebäude Schafenhaus 1, 3 wurde Anfang der 2010er Jahre aus der Denkmalliste ausgetragen, es ist seither dem Verfall preisgegeben.